# گئورگ تراکل
گئورگ تراکل (انگلیسی: Georg Trakl؛ ۳ فوریهٔ ۱۸۸۷ – ۳ نوامبر ۱۹۱۴) یک شاعر اهل اتریش بود.